# Kalanchoe hametiorum
Kalanchoe hametiorum är en fetbladsväxtart som beskrevs av R.-hamet. Kalanchoe hametiorum ingår i släktet Kalanchoe och familjen fetbladsväxter. Inga underarter finns listade i Catalogue of Life.